# Aéroport d'Oslo-Fornebu
Pour les articles homonymes, voir aéroport d'Oslo et FBU.
L’aéroport d'Oslo-Fornebu (code AITA : FBU) est un ancien aéroport situé à Oslo, en Norvège. Il est le principal aéroport du pays entre 1939 et 1998, date à laquelle il est remplacé par l'aéroport d'Oslo-Gardermoen.

## Galerie

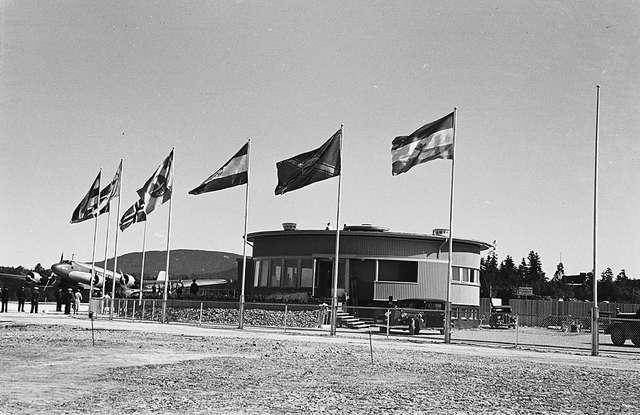
Bâtiment principal de l'aéroport lors de son inauguration.
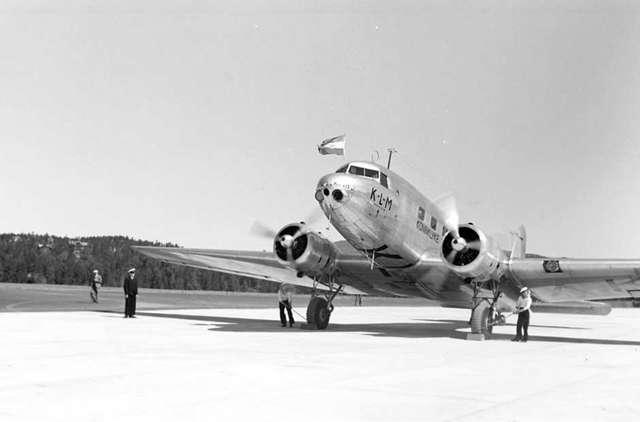
Un KLM DC-2 sur une piste, en 1939.
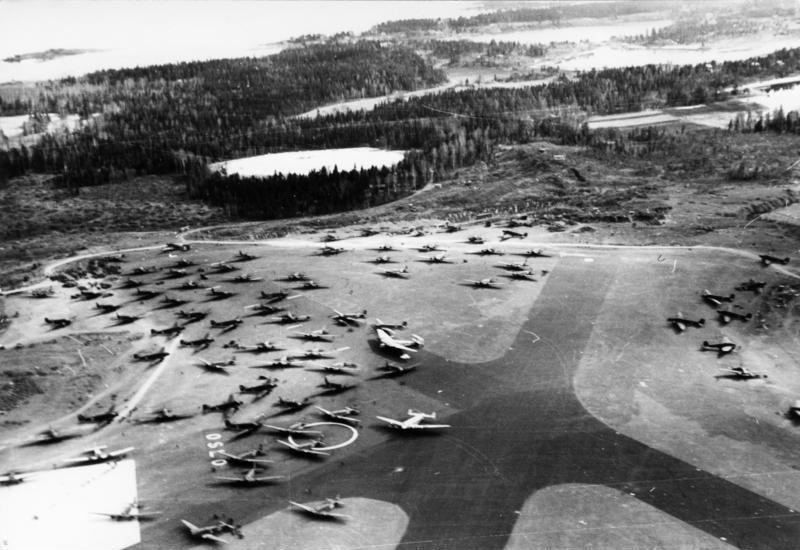
Les pistes en 1940.
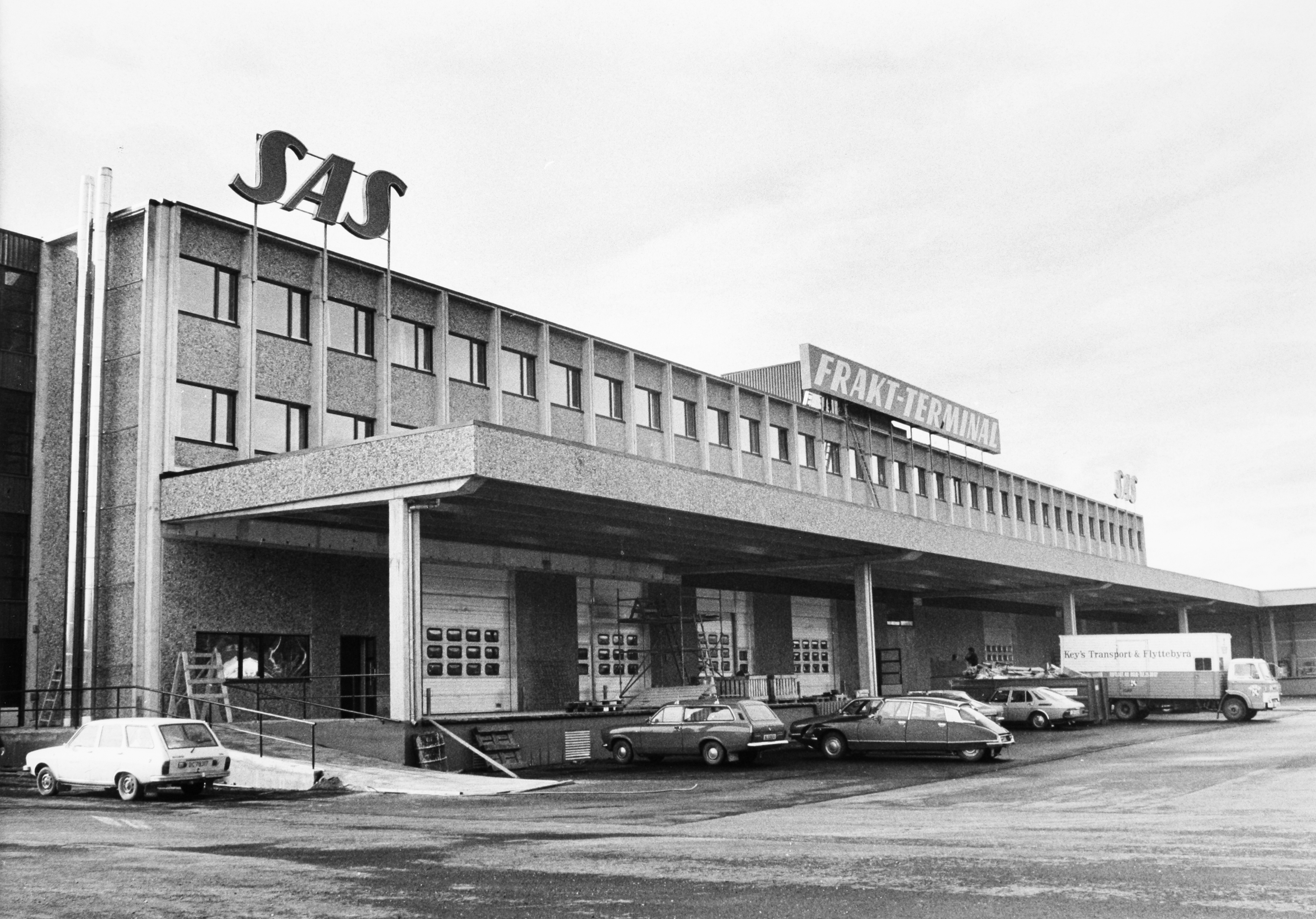
Terminal dans les années 1960.
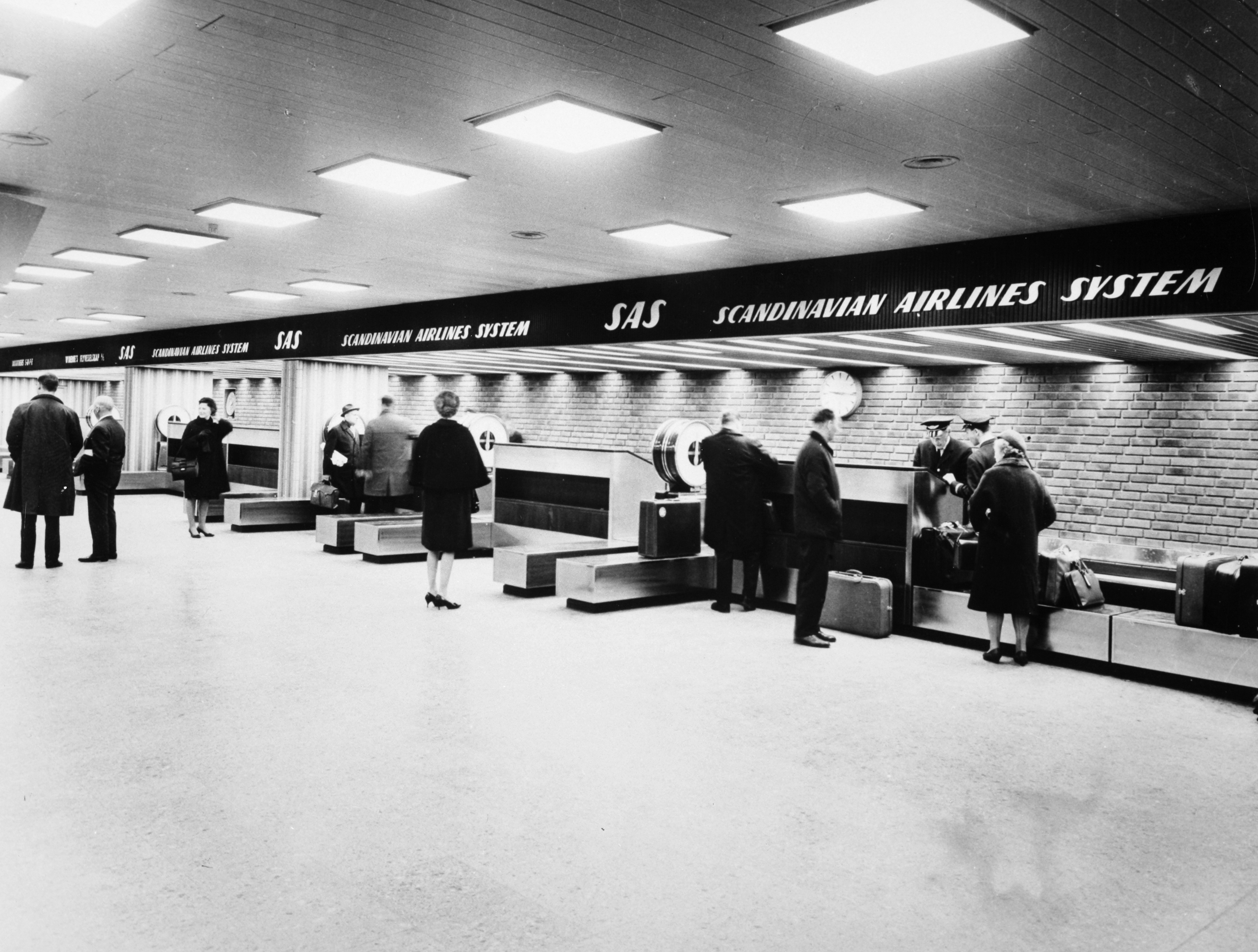
Guichets d'enregistrement dans les années 1960.
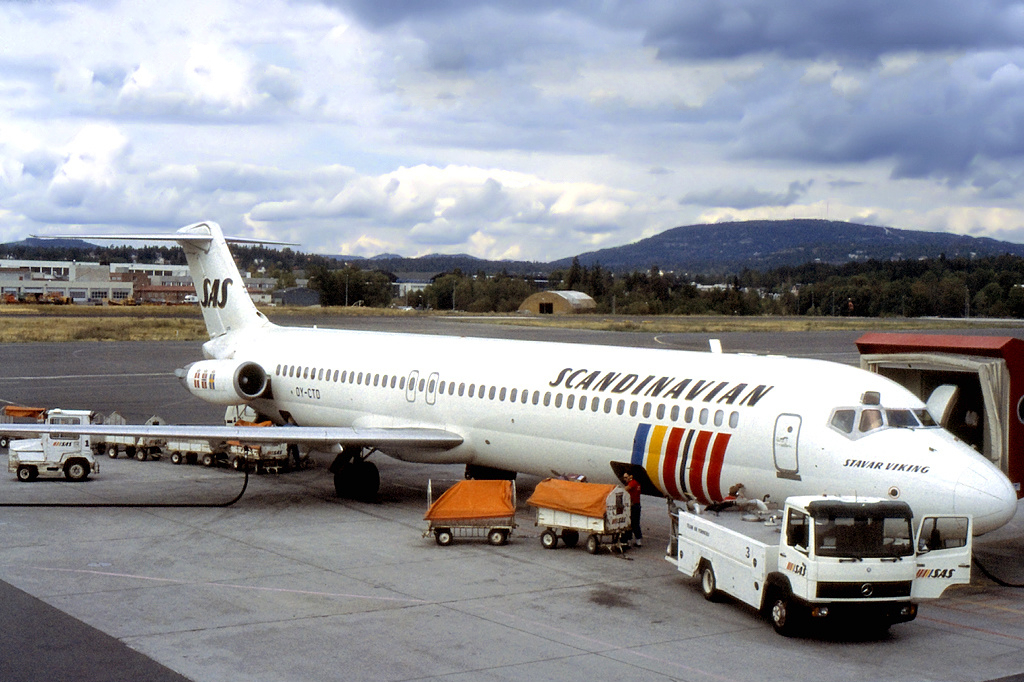
McDonnell Douglas DC-9-51 de la compagnie SAS
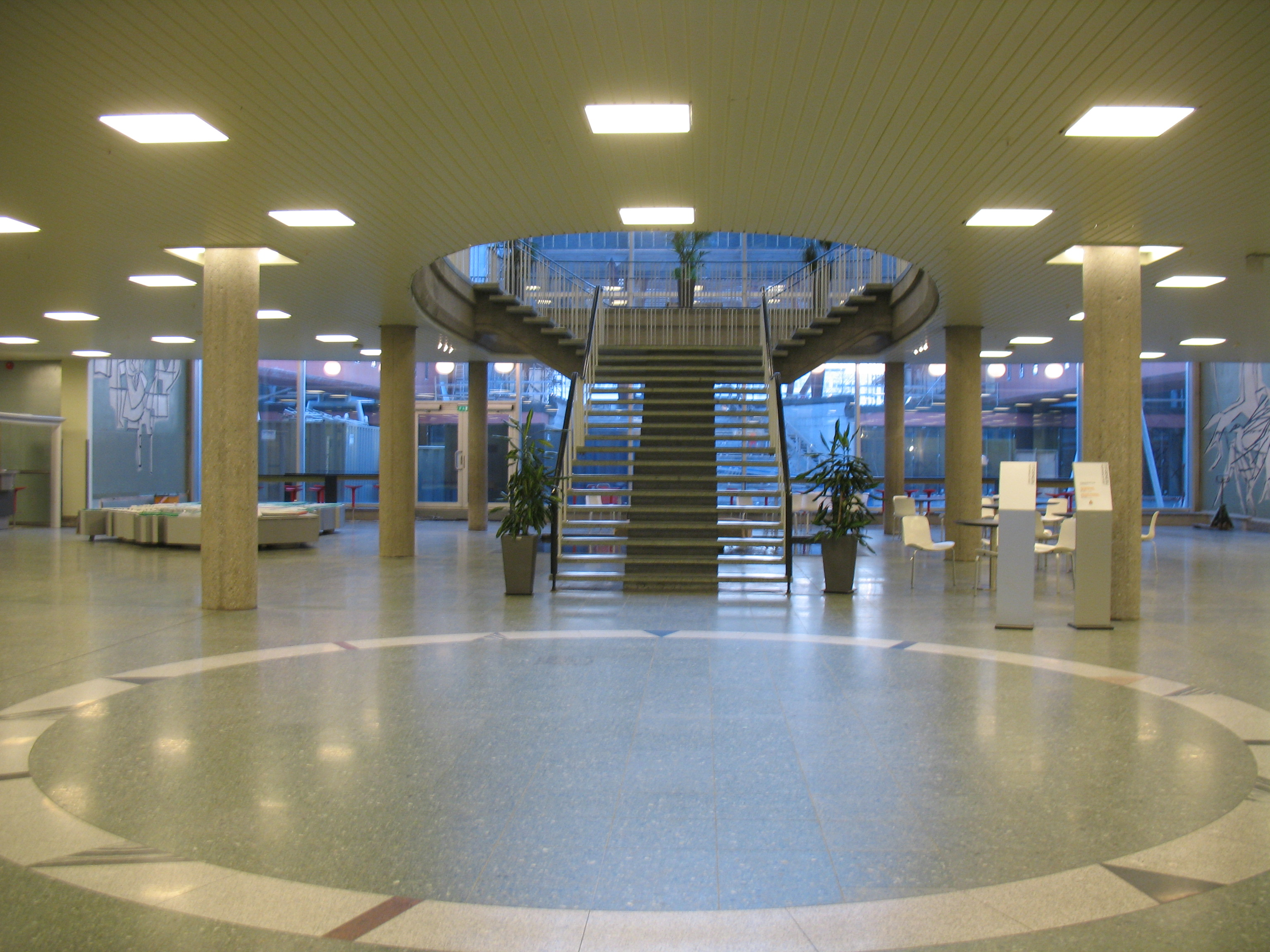
Escalier d'arrivée.
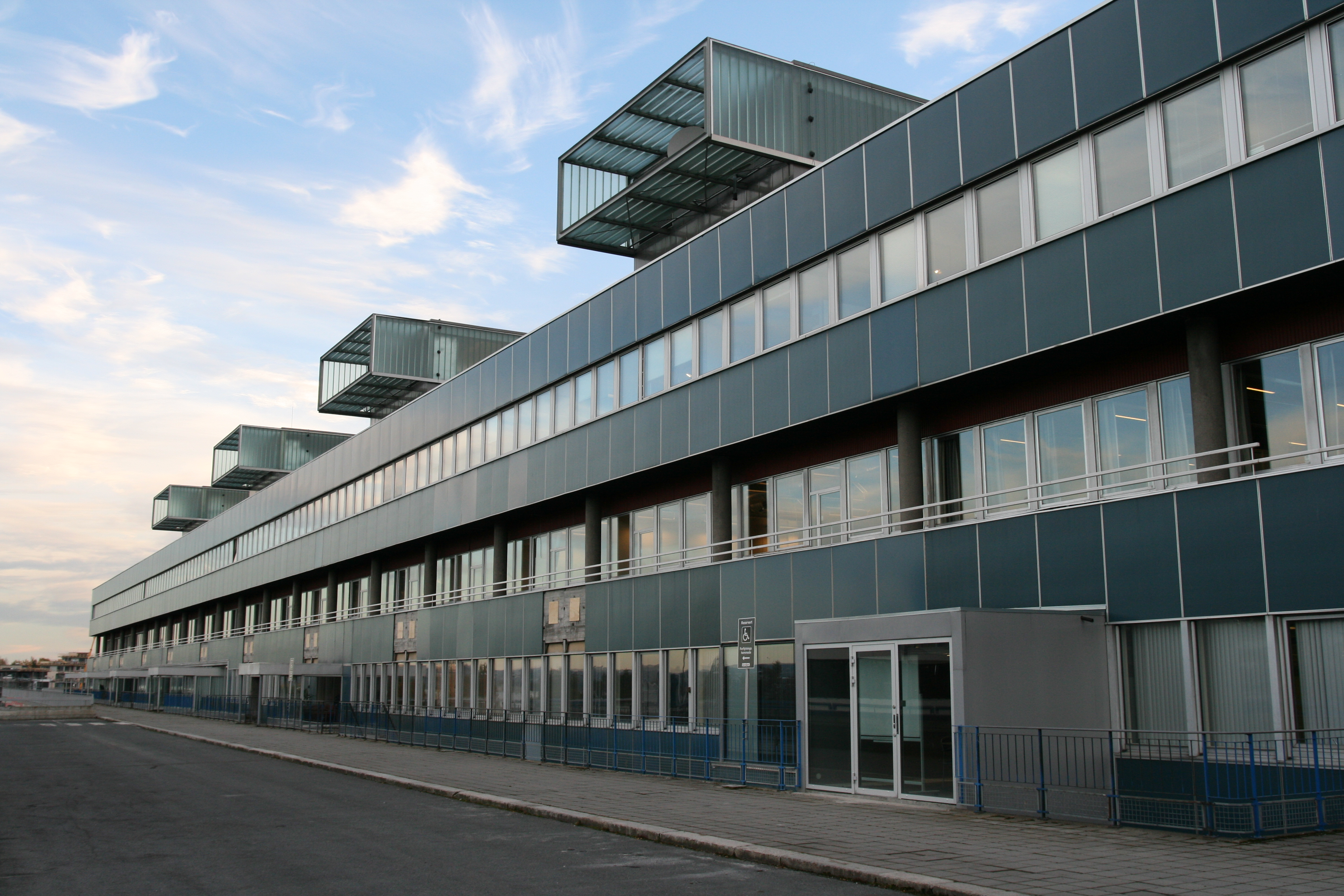
L'ancien terminal en 2007, reconverti en logements.
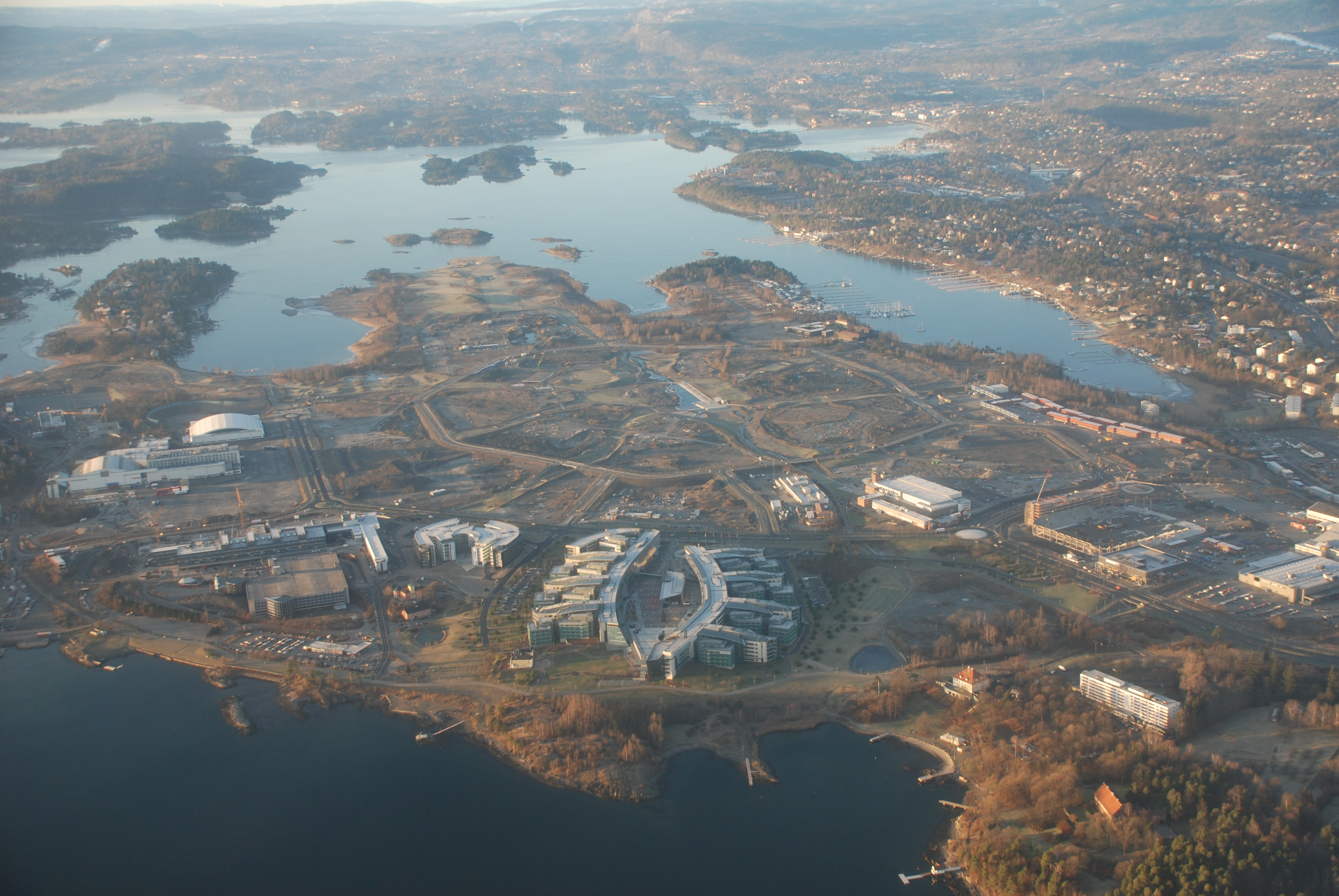
Vue d'ensemble du site remanié après la fermeture de l'aéroport.

## Sources
- (en) Cet article est partiellement ou en totalité issu de l’article de Wikipédia en anglais intitulé « Oslo Airport, Fornebu » (voir la liste des auteurs).